# آرثر ماسوكو
فاكو-آرثر ماسوكو كاويلا (بالفرنسية:Fuka-Arthur Masuaku Kawela) (مواليد 7 نوفمبر 1993)، ويعرف بآرثر ماسوكو، هو لاعب كرة قدم فرنسي يلعب للنادي الإنجليزي وست هام يونايتد كظهير أيسر. بدأ مشواره الاحترافي مع نادي فالنسيان ولعب أيضا لنادي أولمبياكوس. مثل المنتخب الفرنسي في المراحل السنية.

## الأندية

### نادي فالنسيان
بدأ ماسوكو مع نادي فالنسيان منذ الفئات السنية. وشارك لأول مرة في الدوري الفرنسي الدرجة الأولى في المباراة الافتتاحية للدوري الفرنسي موسم 2013/14 في 10 أغسطس 2013 ضد نادي تولوز. تم استبداله في الدقيقة 75 باللاعب تونغو دومبيا.  في 29 يناير 2014 سجل ماسوكو أول هدف احترافي له في المباراة التي خسرها أمام أولمبيك مارسيليا بنتيجة 2-1. 

## روابط خارجية
- آرثر ماسوكو على موقع الاتحاد الأوربي (الإنجليزية)
- آرثر ماسوكو على موقع اتحاد تركيا (لاعب) (الإنجليزية)
- آرثر ماسوكو على موقع قاعدة بيانات كرة القدم.إي يو (الإنجليزية)
- آرثر ماسوكو على موقع ليكيب (الفرنسية)
- آرثر ماسوكو على موقع ناشيونال فوتبول تيمز (الإنجليزية)
- آرثر ماسوكو على موقع Soccerbase.com (لاعب) (الإنجليزية)
- آرثر ماسوكو على موقع Soccerway.com (الإنجليزية)
- آرثر ماسوكو على موقع عالم كرة القدم.نت (الإنجليزية)
- آرثر ماسوكو على موقع AS.com (الإسبانية)